# Lijst van musea in Zweden
Hieronder volgt een lijst van enkele musea in Zweden, gerangschikt per plaats:

## Borlänge
- Jussi Björlingmuseum

## Falun
- Dalarnas Museum

## Göteborg
- Historiska museet
- Göteborgs arkeologiska museum
- Naturhistoriska museet
- Sjöfartsmuseet
- Göteborgs konsthall
- Göteborgs konstmuseum
- Röhsska museet
- Göteborgs world culture museum
- Universeum Göteborg
- Maritiman
- Smetanakamer
- Evert Taubes wereld (2008-2016)

## Grängesberg
- Spoorwegmuseum Grängesberg

## Helsingborg
- Dunkers Kulturhus

## Jokkmokk
- ájtte

## Karlskrona
- Museum Lionardo da Vinci Ideale

## Kristinehamn
- Kristinehamns Konstmuseum

## Landskrona
- Landskrona konsthall

## Lund
- Lunds Konsthall

## Malmö
- Malmö konsthall
- Moderna Museet Malmö
- Malmö konstmuseum

## Norrköping
- Norrköpings Museum of Art

## Skärhamn
- Nordiska Akvarellmuseet

## Stockholm
- Zweeds Podiumkunstenmuseum (fusiemuseum van het Muziekmuseum, Theatermuseum en Marionettenmuseum)
- ABBA The Museum
- Hallwyl Museum
- Junibacken
- Liljevalchs Konsthall
- Livrustkammaren
- Kulturhuset Stockholm
- Magasin 3 Konsthall
- Millesgården
- Moderna Museet
- Nationalmuseum
- Naturhistoriska riksmuseet
- Nobelmuseum
- Nordiska museet
- Östasiatiska Museet
- Skansen
- Statelijk historisch museum
- Sven-Harrys Kunstmuseum
- Vasamuseum
- Waldemarsudde

## Strömsholm
- Jazzens museum

## Sundborn
- Carl Larsson-gården

## Ulricehamn
- Ulricehamns Konst- och Östasiatiska Museum

## Uppsala
- Muntkabinet van de universiteit van Uppsala

## Umeå
- Bildmuseet
- Guitars - The Museum